# Ancylorhynchus funebris
Ancylorhynchus funebris là một loài ruồi trong họ Asilidae. Ancylorhynchus funebris được Bromley miêu tả năm 1936. Loài này phân bố ở vùng nhiệt đới châu Phi.